# Liste der Naturdenkmale im Bezirk Reinickendorf
Die Liste der Naturdenkmale im Bezirk Reinickendorf nennt die im Berliner Bezirk Reinickendorf ausgewiesenen Naturdenkmale (Stand August 2002).

## Bäume
| Nr.                | Bezeichnung            | Lage                                                                                | Beschreibung               | Schutzzweck                        | Bild                                    |
| ------------------ | ---------------------- | ----------------------------------------------------------------------------------- | -------------------------- | ---------------------------------- | --------------------------------------- |
| 12-1/B Wikidata    | Stiel-Eiche            | Flötnerweg, Grünanlage zwischen Nr. 22 und Nr. 24, Wittenau (Standort)              | Quercus robur              | Schönheit                          | Direkt Bild zu diesem Denkmal hochladen |
| 12-2/B Wikidata    | drei Stiel-Eichen      | Lange Enden, nahe Hermsdorfer Straße, Wittenau (Standort)                           | Quercus robur              | Schönheit                          | Direkt Bild zu diesem Denkmal hochladen |
| 12-3/B Wikidata    | Freiheitseiche         | Freiheitsweg, gegenüber Nr. 58, Reinickendorf (Standort)                            | Quercus robur              | landeskundliche Gründe             | Direkt Bild zu diesem Denkmal hochladen |
| 12-8/B Wikidata    | Stiel-Eiche            | Zwischen Im Wolfsgartenfeld und Elsenpfuhlstraße, Wittenau (Standort)               | Quercus robur              | Schönheit, Seltenheit              | Direkt Bild zu diesem Denkmal hochladen |
| 12-9/B Wikidata    | Stiel-Eiche            | Bondickstraße 24, Waidmannslust (Standort)                                          | Quercus robur              | Schönheit                          | mehr Fotos \| Fotos hochladen           |
| 12-10/B Wikidata   | Stiel-Eiche            | Gabrielenstraße 49, Tegel (Standort)                                                | Quercus robur              | Schönheit, landeskundliche Gründe  | mehr Fotos \| Fotos hochladen           |
| 12-12/B Wikidata   | Stiel-Eiche            | Am Priesterberg 14, Frohnau (Standort)                                              | Quercus robur              | Schönheit                          | mehr Fotos \| Fotos hochladen           |
| 12-13/B Wikidata   | Stiel-Eiche            | Taldorfer Weg, Höhe Einmündung Techowpromenade, Wittenau (Standort)                 | Quercus robur              | Schönheit                          | mehr Fotos \| Fotos hochladen           |
| 12-15/B Wikidata   | Stiel-Eiche            | Elsenbruchstraße 4, Hermsdorf (Standort)                                            | Quercus robur              | Schönheit                          | Direkt Bild zu diesem Denkmal hochladen |
| 12-16/B Wikidata   | Stiel-Eiche            | Elsenbruchstraße 6, Hermsdorf (Standort)                                            | Quercus robur              | Schönheit                          | mehr Fotos \| Fotos hochladen           |
| 12-20/B Wikidata   | Stiel-Eiche            | Veltheimstraße 46, Hermsdorf (Standort)                                             | Quercus robur              | Schönheit                          | Direkt Bild zu diesem Denkmal hochladen |
| 12-22/B Wikidata   | Rot-Buche              | Graneweg 6, Frohnau (Standort)                                                      | Fagus sylvatica            | Schönheit                          | mehr Fotos \| Fotos hochladen           |
| 12-24/B Wikidata   | Dicke Marie            | Forst Tegel, Jagen 74, Tegel (Standort)                                             | Quercus robur              | Seltenheit, landeskundliche Gründe | mehr Fotos \| Fotos hochladen           |
| 12-25/B Wikidata   | Humboldt-Eiche         | Schlosspark Tegel, Tegel (Standort)                                                 | Quercus robur              | Seltenheit, landeskundliche Gründe | mehr Fotos \| Fotos hochladen           |
| 12-26/B Wikidata   | Blut-Buche             | Am Pfingstberg 20, Hermsdorf (Standort)                                             | Fagus sylvatica ‚Purpurea‘ | Schönheit, Seltenheit              | mehr Fotos \| Fotos hochladen           |
| 12-27/B Wikidata   | Stiel-Eiche            | Tonstichweg, nahe Benekendorffstraße, Lübars (Standort)                             | Quercus robur              | Schönheit                          | Direkt Bild zu diesem Denkmal hochladen |
| 12-28/B Wikidata   | Balkan-Rosskastanie    | Mittelbruchzeile 24, Reinickendorf (Standort)                                       | Aesculus hippocastanum     | Schönheit, Eigenart                | Direkt Bild zu diesem Denkmal hochladen |
| 12-29/B Wikidata   | Stiel-Eiche            | Moorweg Ecke Bonifaziusstraße, Tegel (Standort)                                     | Quercus robur              | Schönheit                          | mehr Fotos \| Fotos hochladen           |
| 12-30/B Wikidata   | Säulen-Eiche           | Scharnweberstraße 1–2, Friedhof Dorotheenstadt III, Reinickendorf (Standort)        | Quercus robur ‚Fastigiata‘ | Schönheit, Seltenheit              | mehr Fotos \| Fotos hochladen           |
| 12-31/B Wikidata   | Eiche am Pilz          | Oranienburger Chaussee Ecke Schönfließer Straße, Mittelinsel, Frohnau (Standort)    | Quercus robur              | Schönheit                          | mehr Fotos \| Fotos hochladen           |
| 12-33/B Wikidata   | Rot-Buche              | Speerweg 50, Frohnau (Standort)                                                     | Fagus sylvatica            | Schönheit                          | mehr Fotos \| Fotos hochladen           |
| 12-34/B Wikidata   | Rot-Buche              | Neubrücker Straße 97, Frohnau (Standort)                                            | Fagus sylvatica            | Schönheit                          | mehr Fotos \| Fotos hochladen           |
| 12-35/B Wikidata   | Stiel-Eiche            | Spießweg Höhe Am Klaußwerder, Wittenau (Standort)                                   | Quercus robur              | Schönheit                          | Direkt Bild zu diesem Denkmal hochladen |
| 12-36/B Wikidata   | drei Stiel-Eichen      | Am Nordgraben zwischen Im Wolfsgartenfeld und Elsenpfuhlstraße, Wittenau (Standort) | Quercus robur              | Schönheit (als Gruppe)             | Fotos hochladen                         |
| 12-38/B Wikidata   | Stiel-Eiche            | Melanchthonstraße 13, Hermsdorf (Standort)                                          | Quercus robur              | Schönheit                          | mehr Fotos \| Fotos hochladen           |
| 12-39/B Wikidata   | Stiel-Eiche            | In den Schifferbergen 21, Heiligensee (Standort)                                    | Quercus robur              | Schönheit                          | Direkt Bild zu diesem Denkmal hochladen |
| 12-40/B Wikidata   | Stiel-Eiche            | Fürst-Bismarck-Straße Ecke Dianastraße (Standort)                                   | Quercus robur              |                                    | Direkt Bild zu diesem Denkmal hochladen |
| 12-41/B Wikidata   | Burgsdorff-Lärche      | Forst Tegel, ca. 400 m südlich von Elchdamm 36 (Standort)                           | Larix decidua              |                                    | mehr Fotos \| Fotos hochladen           |
| 12-42/B Wikidata   | Silber-Weide           | Uferbereich, vor Edeltrautweg 32 (Standort)                                         | Salix alba                 |                                    | Direkt Bild zu diesem Denkmal hochladen |
| 12-43/B Wikidata   | Sommer-Linde           | Beneckendorffstraße, Ecke Tonstichweg (Standort)                                    | Tilia platyphyllos         |                                    | Direkt Bild zu diesem Denkmal hochladen |
| 12-44/B Wikidata   | Stiel-Eiche            | gegenüber Alt-Lübars 23, an der Dorfkirche (Standort)                               | Quercus robur              |                                    | Direkt Bild zu diesem Denkmal hochladen |
| 12-45/B Wikidata   | Weiße Maulbeere        | gegenüber Alt-Lübars 10, an der Dorfkirche (Standort)                               | Morus alba                 |                                    | Direkt Bild zu diesem Denkmal hochladen |
| 12-46/B Wikidata   | Flatter-Ulme           | Insel Reiswerder, Westufer Tegeler See (Standort)                                   | Ulmus laevis               |                                    | Direkt Bild zu diesem Denkmal hochladen |
| 12-47/B Wikidata   | Kanadische Pappel      | Uferweg am Tegeler See Bernauer Straße 152 (Standort)                               | Populus × canadensis       |                                    | Direkt Bild zu diesem Denkmal hochladen |
| 12-48/B Wikidata   | Kaukasische Flügelnuss | Insel Scharfenberg, Nordostufer (Standort)                                          | Pterocarya fraxinifolia    |                                    | Direkt Bild zu diesem Denkmal hochladen |
| 12-49/B Wikidata   | Scharlach-Eiche        | Insel Scharfenberg, südwestlicher Bereich (Standort)                                | Quercus coccinea           |                                    | Direkt Bild zu diesem Denkmal hochladen |
| 12-50/B Wikidata   | Blutbuche              | Rosenanger, auf Höhe im Fischgrund 30 (Standort)                                    | Fagus sylvatica 'Purpurea' |                                    | Direkt Bild zu diesem Denkmal hochladen |
| 12-51/B Wikidata   | Blutbuche              | Alemannenstraße 65 (Standort)                                                       | Fagus sylvatica 'Purpurea' |                                    | mehr Fotos \| Fotos hochladen           |
| 12-52/B Wikidata   | Ahornblättrige Platane | nördlich von Berliner Straße 72 (Standort)                                          | Acer platanoides           |                                    | Direkt Bild zu diesem Denkmal hochladen |
| 12-53/B Wikidata   | Stiel-Eiche            | Greenwichpromenade, auf Höhe Wilkestraße 15 (Standort)                              | Quercus robur              |                                    | Direkt Bild zu diesem Denkmal hochladen |
| 12-54/B-1 Wikidata | Gewöhnliche Buche      | Bahnhofplatz Hermsdorf, gegenüber Schlossstraße 18, nördlicher Baum (Standort)      | Fagus sylvatica            |                                    | Fotos hochladen                         |
| 12-54/B-2 Wikidata | Gewöhnliche Buche      | Bahnhofplatz Hermsdorf, gegenüber Schlossstraße 18, südlicher Baum (Standort)       | Fagus sylvatica            |                                    | Fotos hochladen                         |
| 12-55/B Wikidata   | Gewöhnliche Buche      | Donnersmarckplatz, nordwestlicher Bereich (Standort)                                | Fagus sylvatica            |                                    | mehr Fotos \| Fotos hochladen           |

## Findlinge
Die in Berlin als Naturdenkmal geführten Findlinge sind in der Regel erratische Blöcke mit einem Volumen von mindestens einem Kubikmeter und somit eine Masse von mehreren Tonnen.
| Nr.               | Bezeichnung | Lage                                                            | Beschreibung | Schutzzweck                | Bild                                    |
| ----------------- | ----------- | --------------------------------------------------------------- | ------------ | -------------------------- | --------------------------------------- |
| 12-1/F Wikidata   | Findling    | Grünanlage gegenüber Rathaus Reinickendorf, Wittenau (Standort) |              | naturgeschichtliche Gründe | mehr Fotos \| Fotos hochladen           |
| 12-2/F Wikidata   | Findling    | Waidmannsluster Damm Ecke Dianastraße, Waidmannslust (Standort) |              | naturgeschichtliche Gründe | Fotos hochladen                         |
| 12-3/F-1 Wikidata | Findling    | Grünanlage am Borsigdamm, Tegel (Standort)                      |              | naturgeschichtliche Gründe | Direkt Bild zu diesem Denkmal hochladen |
| 12-3/F-2 Wikidata | Findling    | Grünanlage am Borsigdamm, Tegel (Standort)                      |              | naturgeschichtliche Gründe | mehr Fotos \| Fotos hochladen           |
| 12-3/F-3 Wikidata | Findling    | Grünanlage am Borsigdamm, Tegel (Standort)                      |              | naturgeschichtliche Gründe | Direkt Bild zu diesem Denkmal hochladen |
| 12-4/F-1 Wikidata | Findling    | Steinbergpark, nordöstlich des Sees, Waidmannslust (Standort)   |              | naturgeschichtliche Gründe | Direkt Bild zu diesem Denkmal hochladen |
| 12-4/F-2 Wikidata | Findling    | Steinbergpark, nordöstlich des Sees, Waidmannslust (Standort)   |              | naturgeschichtliche Gründe | Direkt Bild zu diesem Denkmal hochladen |
| 12-4/F-3 Wikidata | Findling    | Steinbergpark, nordöstlich des Sees, Waidmannslust (Standort)   |              | naturgeschichtliche Gründe | Fotos hochladen                         |
| 12-5/F Wikidata   | Findling    | Dorfaue in Alt-Lübars, Lübars (Standort)                        |              | naturgeschichtliche Gründe | Fotos hochladen                         |
| 12-6/F Wikidata   | Findling    | Maximiliankorso Ecke Hainbuchenstraße, Frohnau (Standort)       |              | naturgeschichtliche Gründe | Fotos hochladen                         |
| 12-7/F Wikidata   | Findling    | Am Vierrutenberg 10, Vorgarten, Lübars (Standort)               |              | naturgeschichtliche Gründe | Direkt Bild zu diesem Denkmal hochladen |
| 12-8/F Wikidata   | Regine      | Reginhard-Grundschule, Letteallee 39/41 (Standort)              |              |                            | Direkt Bild zu diesem Denkmal hochladen |

## Flächennaturdenkmale
| Nr.             | Bezeichnung      | Lage                                                                         | Beschreibung | Schutzzweck                                             | Bild                                    |
| --------------- | ---------------- | ---------------------------------------------------------------------------- | ------------ | ------------------------------------------------------- | --------------------------------------- |
| FND-02 Wikidata | Bumpfuhl         | Nordwesten des Grundstückes Heiligenseestraße 67/119, Heiligensee (Standort) |              | Habitatschutz, Schönheit, Bedeutung für Landschaftsbild | mehr Fotos \| Fotos hochladen           |
| FND-05 Wikidata | FND Roedernallee | Nordosten des Grundstücks Roedernallee 8–14, Reinickendorf (Standort)        |              | Habitatschutz, Bewahrung des Baumbestandes              | Direkt Bild zu diesem Denkmal hochladen |

## Ehemalige Naturdenkmale
| Nr.              | Bezeichnung        | Lage                                                                         | Beschreibung                                                    | Schutzzweck                                   | Bild                                    |
| ---------------- | ------------------ | ---------------------------------------------------------------------------- | --------------------------------------------------------------- | --------------------------------------------- | --------------------------------------- |
| 12-4/B Wikidata  | Stiel-Eiche        | Almazeile 3 E, 3 F, Tegelort (Standort)                                      | Quercus robur; bei Neuausweisung 2021 nicht mehr gelistet       | Schönheit                                     | Direkt Bild zu diesem Denkmal hochladen |
| 12-5/B Wikidata  | Rosentreter-Eiche  | Hermsdorfer Straße 10, Wittenau (Standort)                                   | Quercus robur; bei Neuausweisung 2021 nicht mehr gelistet       | Schönheit, Seltenheit, landeskundliche Gründe | Direkt Bild zu diesem Denkmal hochladen |
| 12-6/B Wikidata  | Berg-Ahorn         | Berliner Straße Ecke Almutstraße, Hermsdorf (Standort)                       | Acer pseudoplatanus; bei Neuausweisung 2021 nicht mehr gelistet | Schönheit                                     | Direkt Bild zu diesem Denkmal hochladen |
| 12-7/B Wikidata  | Vierlingsbuche     | Kurt-Schumacher-Damm 12/16, Reinickendorf (Standort)                         | Fagus sylvatica; bei Neuausweisung 2021 nicht mehr gelistet     | Eigenart                                      | Direkt Bild zu diesem Denkmal hochladen |
| 12-11/B Wikidata | drei Stiel-Eichen  | Friederikestraße 22, Konradshöhe (Standort)                                  | Quercus robur; bei Neuausweisung 2021 nicht mehr gelistet       | Schönheit                                     | Direkt Bild zu diesem Denkmal hochladen |
| 12-14/B Wikidata | drei Stiel-Eichen  | Jagowstraße 31 / Mühlenfeldstraße 40, Hermsdorf (Standort)                   | Quercus robur; bei Neuausweisung 2021 nicht mehr gelistet       | Schönheit                                     | mehr Fotos \| Fotos hochladen           |
| 12-17/B Wikidata | Rot-Buche          | Im Fischgrund 57, Frohnau (Standort)                                         | Fagus sylvatica; bei Neuausweisung 2021 nicht mehr gelistet     | Schönheit, Eigenart                           | Direkt Bild zu diesem Denkmal hochladen |
| 12-18/B Wikidata | zwei Gemeine Eiben | Alt-Tegel 39, Tegel (Standort)                                               | Taxus baccata; bei Neuausweisung 2021 nicht mehr gelistet       | Schönheit (als Gruppe)                        | mehr Fotos \| Fotos hochladen           |
| 12-19/B Wikidata | Rot-Buche          | Maximiliankorso 23, Frohnau (Standort)                                       | Fagus sylvatica; bei Neuausweisung 2021 nicht mehr gelistet     | Schönheit                                     | Direkt Bild zu diesem Denkmal hochladen |
| 12-21/B Wikidata | Rot-Buche          | Zerndorfer Weg, Höhe Rückseite Oranienburger Chaussee 14, Frohnau (Standort) | Fagus sylvatica; bei Neuausweisung 2021 nicht mehr gelistet     | Schönheit                                     | Direkt Bild zu diesem Denkmal hochladen |
| 12-23/B Wikidata | Rot-Buche          | Hofjägerallee 18, Frohnau (Standort)                                         | Fagus sylvatica; bei Neuausweisung 2021 nicht mehr gelistet     | Schönheit                                     | Direkt Bild zu diesem Denkmal hochladen |
| 12-32/B Wikidata | Rot-Buche          | Kneippstraße 7, Hermsdorf (Standort)                                         | Fagus sylvatica; bei Neuausweisung 2021 nicht mehr gelistet     | Schönheit                                     | Direkt Bild zu diesem Denkmal hochladen |
| 12-37/B Wikidata | Stiel-Eiche        | Dianastraße 34 A, Waidmannslust (Standort)                                   | Quercus robur; bei Neuausweisung 2021 nicht mehr gelistet       | Schönheit                                     | Direkt Bild zu diesem Denkmal hochladen |